# Pelophylax cypriensis
Pelophylax cypriensis é uma espécie de anfíbio anuro da família Ranidae. Está presente no Chipre. A UICN classificou-a como em perigo de extinção.